# Carretera estatal 291 dir del Càlic
La Carretera estatal 291 dir del Càlic (SS 291 dir), coneguda localment amb l'apel·latiu de "variant de Lu Fangal" i actualment nova carretera ANAS 85 del Càlic (NSA 85), és una carretera estatal de la Sardenya nord-occidental gestionada per l'ANAS. Fins al gener de 2015 era erròniament denominada Calik, error tipogràfic corregit després per l'administració d'ANAS.

## Trajecte
Aquesta artèria té el seu origen en la carretera estatal 291 de la Nurra en la localitat de Fertília i, després d'un traçat molt curt (a penes 4,071 km), acaba vinculant-se a la carretera provincial 42 de les Dues Mars, a pocs centenars de metres d'una de les entrades al nord de l'Alguer. La carretera té certa importància a nivell local, ja que permet una connexió fluida entre la ciutat sarda i el seu aeroport, però també és una alternativa viable a la carretera costanera que de Fertília porta a la zona de la platja de l'Alguer.
Es tracta d'una carretera única, amb un sol carril en cada direcció, i mostra una secció molt gran en comparació amb altres carreteres del territori. Aquesta característica fa d'ella una artèria ràpida i fluida, i ofereix la possibilitat de passar per alt el trànsit que, especialment en la temporada d'estiu, congestiona l'entrada nord de l'Alguer.